# Pomachilius
Pomachilius is een geslacht van kevers uit de familie  
kniptorren (Elateridae).
Het geslacht is voor het eerst wetenschappelijk beschreven in 1829 door Eschscholtz.

## Soorten
Het geslacht omvat de volgende soorten:
- Pomachilius aeoloides Candèze, 1860
- Pomachilius agriotides Schwarz, 1900
- Pomachilius alticola Steinheil, 1875
- Pomachilius andinus Brethes, 1937
- Pomachilius angustulus Candèze, 1900
- Pomachilius antennalis Schwarz, 1903
- Pomachilius apicalis Schwarz, 1900
- Pomachilius apicatus Schwarz, 1904
- Pomachilius atriceps Steinheil, 1875
- Pomachilius bipartitus Candèze, 1897
- Pomachilius brevicornis Schwarz, 1904
- Pomachilius brunneus Candèze, 1860
- Pomachilius canaliculatus Kirsch, 1884
- Pomachilius carmelita Candèze, 1860
- Pomachilius centralis Candèze, 1897
- Pomachilius centrurus Candèze, 1860
- Pomachilius cinctipennis Schwarz, 1904
- Pomachilius collaris Candèze, 1860
- Pomachilius colombicus Fleutiaux, 1891
- Pomachilius crassiusculus Candèze, 1860
- Pomachilius cuspidatus Candèze, 1860
- Pomachilius discicollis Schwarz, 1900
- Pomachilius drakei Schwarz, 1896
- Pomachilius elegantulus Schwarz, 1906
- Pomachilius filiformis Candèze, 1889
- Pomachilius flavipes Candèze, 1860
- Pomachilius flavus Fleutiaux, 1920
- Pomachilius fragilis Candèze, 1860
- Pomachilius frontalis Candèze, 1860
- Pomachilius fulvescens Schwarz, 1904
- Pomachilius gracilis Candèze, 1897
- Pomachilius granulipennis Candèze, 1860
- Pomachilius graphipterus Candèze, 1860
- Pomachilius guttatus Candèze, 1860
- Pomachilius hallomenus Candèze, 1860
- Pomachilius hamatus Schwarz, 1900
- Pomachilius hiosurus Candèze, 1860
- Pomachilius histrio Candèze, 1860
- Pomachilius inquinatus Candèze, 1860
- Pomachilius intermedius Schwarz, 1903
- Pomachilius interruptus Candèze, 1860
- Pomachilius krugi Schwarz, 1904
- Pomachilius laetus Fleutiaux, 1895
- Pomachilius lepidulus Schwarz, 1906
- Pomachilius lepidus Schwarz, 1906
- Pomachilius ligneus Candèze, 1860
- Pomachilius linearis Candèze, 1860
- Pomachilius lineolatus Candèze, 1860
- Pomachilius longicollis Steinheil, 1875
- Pomachilius longicornis Schwarz, 1906
- Pomachilius macilentus Candèze, 1860
- Pomachilius maculifrons Schwarz, 1900
- Pomachilius marginatis Schwarz, 1900
- Pomachilius marginicollis Schwarz, 1903
- Pomachilius melanocephalus Candèze, 1860
- Pomachilius melanurus Candèze, 1860
- Pomachilius minor Candèze, 1893
- Pomachilius minutissimus Fleutiaux, 1891
- Pomachilius minutus Candèze, 1860
- Pomachilius montanus Candèze, 1897
- Pomachilius mucronatus Champion, 1895
- Pomachilius multimaculatus Schwarz, 1904
- Pomachilius nanus Candèze, 1860
- Pomachilius nigriceps Erichson, 1847
- Pomachilius nigrifrons Steinheil, 1875
- Pomachilius ocellatus Candèze, 1878
- Pomachilius ornatus Candèze, 1860
- Pomachilius palliatus Candèze, 1860
- Pomachilius perterminatus Schwarz, 1904
- Pomachilius pileatus Candèze, 1860
- Pomachilius polygrammus Schwarz, 1904
- Pomachilius pulchellus Candèze, 1860
- Pomachilius pulcher Schwarz, 1906
- Pomachilius pulchralis Schwarz, 1903
- Pomachilius pullus Schwarz, 1900
- Pomachilius pumilus Candèze, 1860
- Pomachilius pusillus Schwarz, 1900
- Pomachilius quadrimaculatus Schwarz, 1900
- Pomachilius scapularis Candèze, 1860
- Pomachilius scenicus Candèze, 1860
- Pomachilius scriptus Schwarz, 1904
- Pomachilius semicolon Steinheil, 1875
- Pomachilius sexmaculatus Schwarz, 1900
- Pomachilius signatus Candèze, 1860
- Pomachilius spinifer Champion, 1895
- Pomachilius spinosus Schwarz, 1900
- Pomachilius subfasciatus (Germar, 1824)
- Pomachilius sulcifrons Schwarz, 1900
- Pomachilius suturalis Candèze, 1860
- Pomachilius suturella Candèze, 1860
- Pomachilius terminatus Candèze, 1860
- Pomachilius titillatus Candèze, 1860
- Pomachilius trifasciatus Candèze, 1860
- Pomachilius unifasciatus Schwarz, 1902
- Pomachilius vagus Candèze, 1893
- Pomachilius variegatus Schwarz, 1904
- Pomachilius virgulatus Schwarz, 1896